# Kym Valentine
Kym Valentine (Blacktown, Nueva Gales del Sur; 24 de mayo de 1977) es una actriz australiana, más conocida por haber interpretado a Libby Kennedy en la serie Neighbours. 

## Biografía
Kym nació en Australia y tiene ascendencia maltesa, asistió al Arthur Phillip High School en Parramatta.
Es muy buena amiga de los actores Carla Bonner, Alan Fletcher y Jackie Woodburne.
En diciembre del 2001 se casó con el cantante Fabio Tolli y el 21 de agosto de 2003 dio a luz a Millana Valentine-Tolli, sin embargo la pareja se separó  en octubre del 2007.
En el 2008 salió con el actor Vince Colosimo. Sin embargo en octubre del mismo año anunció que ella y Colosimo no estaban saliendo y que solo eran amigos.
En noviembre del 2009 comenzó a salir con el actor Jonathon Dutton, pero la relación terminó.
Kym comenzó a salir con el exjugador de fútbol americano Trent Croad, en marzo del 2015 la pareja anunció que estaban comprometidos y el 5 de noviembre de 2015 la pareja anunció que estaban esperando a su primer bebé juntos. El 31 de marzo se anunció que la pareja le había dado la bienvenida a su primer hijo juntos, Phoenix Croad.

## Carrera
Valentine comenzó su carrera a la edad de 5 años cuando empezó a salir en comerciales para McDonald. Entre algunas de sus apariciones en teatro se encuentran The Crucible donde interpretó a Betty, The Wizard of Oz donde interpretó a Dorothy, Hiawatha como White Dove y en Electric Horsemen. 
En 1992 participó en la comedia My Two Wives donde interpretó a Lisa Kennedy.
En 1994 a la edad de 17 años se unió al elenco de la aclamada serie australiana Neighbours, donde interpretó a Elizabeth "Libby" Kennedy, hasta el 26 de mayo de 2011. (En el 2004 su personaje dejó la serie por un tiempo luego de que Kym quisiera comenzar a formar una familia y ampliar su carrera), después de tres años Kym regresó a la serie como personaje permanente sin embargo el 10 de agosto de 2008 tuvo que abandonar la serie temporalmente y ser reemplazada por la actriz Michala Banas; quien interpretó a Libby por cinco semanas, mientras que Kym se recuperaba luego de haberse enfermado gravemente de neumonía y tener un colapso pulmonar durante un vuelo de Nueva York a Melbourne, causándole un desmayo; luego de recuperarse la actriz retomó su papel.
Posteriormente Kym se fue durante tres meses de la serie en el 2010 debido a una enfermedad (luego dijo que la razón por la que se había tomado un tiempo era debido a estrés ocasionado por problemas emocionales y físicos), más tarde regresó a las filmaciones en enero del 2011. En abril del mismo año se anunció que Kym se iría de nuevo debido a que se había internado en un hospital para tratar una enfermedad depresiva, su última aparición fue el 26 de mayo de 2011. En marzo del 2014 se anunció que Kym regresaría a la serie pero como invitada para aparecer por tres semanas ese mismo año.
En el 2014 apareció en un episodio de la miniserie Fat Tony & Co donde interpretó a Peg Mancini, una ama de casa en una propiedad en Bonnie Doon al centro de Victoria, Australia quien junto a su esposo ayudan a huir al criminal Tony Mokbel.

## Filmografía

### Series de televisión
| Año               | Título        | Personaje     | Notas                                |
| ----------------- | ------------- | ------------- | ------------------------------------ |
| 1994 - 2011, 2014 | Neighbours    | Libby Kennedy | 1,030 episodios                      |
| 2014              | Fat Tony & Co | Peg Mancini   | episodio "Where's Tony?" - miniserie |
| 1992              | My Two Wives  | Lisa Kennedy  | 13 episodios                         |

### Apariciones
| Año  | Programa               | Notas                        |
| ---- | ---------------------- | ---------------------------- |
| 2009 | The Wright Stuff       | panelista - episodio # 10.63 |
| 2008 | "Neighbours" on Five   | -                            |
| 2004 | Rove Live              | episodio # 5.30              |
| 2004 | Good Morning Australia | episodio del 2 de septiembre |
| 2000 | Neighbours Revealed    | -                            |
| 1999 | Live & Kicking         | episodio del 30 de octubre   |

### Teatro
| Año  | Obra                                      | Personaje               | Director | Teatro               | Notas                                             |
| ---- | ----------------------------------------- | ----------------------- | -------- | -------------------- | ------------------------------------------------- |
| 2004 | Dirty Dancing: The Classic Story On Stage | Frances "Baby" Houseman | -        | Sydney Theatre Royal | junto a Josef Brown, Ronne Arnold y Anthony Cogin |
| 2003 | Peter Pan                                 | -                       | -        | The Hawth, Crawley   | -                                                 |
| 1999 | Snow White and the Seven Dwarfs           | -                       | -        | Beck Theatre Hayes   | -                                                 |
| 1996 | Cinderella                                | -                       | -        | North Wales theatre  | -                                                 |

## Premios y nominaciones
| Año  | Categoría         | Premio                      | Serie      | Resultado |
| ---- | ----------------- | --------------------------- | ---------- | --------- |
| 2010 | Best Daytime Star | Dolly Teen Choice Award     | Neighbours | Nominada  |
| 2003 | Wicked Weepie     | All About Soap Bubble Award | Neighbours | Ganadora  |